# Trachelas fasciae
Espèce
Trachelas fasciae est une espèce d'araignées aranéomorphes de la famille des Trachelidae.

## Distribution
Cette espèce est endémique d Chine. Elle se rencontre au Hunan et au Guizhou.

## Description
La femelle holotype mesure 3,06 mm.

## Systématique et taxinomie
Cette espèce a été décrite par Zhang, Fu et Zhu en 2009.

## Publication originale
- Zhang, Fu & Zhu, 2009 : « A review of the genus Trachelas (Araneae: Corinnidae) from China. » Zootaxa, no 2235, p. 40-58.